# Puntagorda
Puntagorda är en kommun i Spanien. Den ligger i provinsen Santa Cruz de Tenerife i den autonoma regionen Kanarieöarna i sydvästra delen av landet, 1 800 km sydväst om huvudstaden Madrid. Antalet invånare är 2 355 (2024).
Arean är 30,81 kvadratkilometer. Puntagorda ligger på ön La Palma. Puntagorda gränsar till Garafía, El Paso och Tijarafe. 